# 护国公

奧利弗·克倫威爾的作為護國公的旗幟

護國公（英語：Lord Protector），也译作護國主或保護主，是英格蘭貴族（常為攝政王）或國家元首有時會持有的一個頭銜。它通常指代臨時性的頭銜，以在君主空位時行事。

## 英國

### 封建时期摄政王
- 兰开斯特的约翰，第一代贝德福德公爵：亨利六世時
- 第三代约克公爵约克的理查：亨利六世時
- 格洛斯特公爵理查：爱德华五世時
- 第一代薩默塞特公爵愛德華·西摩：爱德华六世時

### 英格蘭共和國
在英國护国公時期，奧利弗·克倫威爾與其子理查曾擔任過此職位。其頭銜名稱為「蒙上帝及共和國恩典，英格蘭、蘇格蘭、愛爾蘭共和國護國公阁下」。
英國內戰以後，1653年12月，在克倫威爾授意下，英國一批高级军官、大商人和伦敦市长拥他为护国公，根据他们拟定的《政府约法》，护国公为终身职，兼领陆海军統帥，与英国国会等共享立法权，並可指定自己的继承人。由于资产阶级和新贵族的支持，克伦威尔在共和政体下建立了军事独裁统治，克伦威尔死後，其子理查不久就被推翻。在克伦威尔與他的兒子理查擔任護國公期間，稱為護國公時期，理查被罷黜後，英國不再有護國公。

## 萊茵邦聯
拿破崙在1806年建立的萊茵邦聯也曾有類似的頭銜，自稱莱茵邦聯的護國主（法語：Protecteur de la Confédération，1806-1813年）。 这个头衔由《莱茵邦聯条约》创造，这一條約是拿破崙和一些德意志親王之间簽訂的国际条约。条约文本明确提到法國皇帝的地位：
|  | 12. 法兰西皇帝陛下将被称为莱茵邦联的護國主，基于此，他将在每次离任后任命下一任親王教長。 |